# Lasnamäe

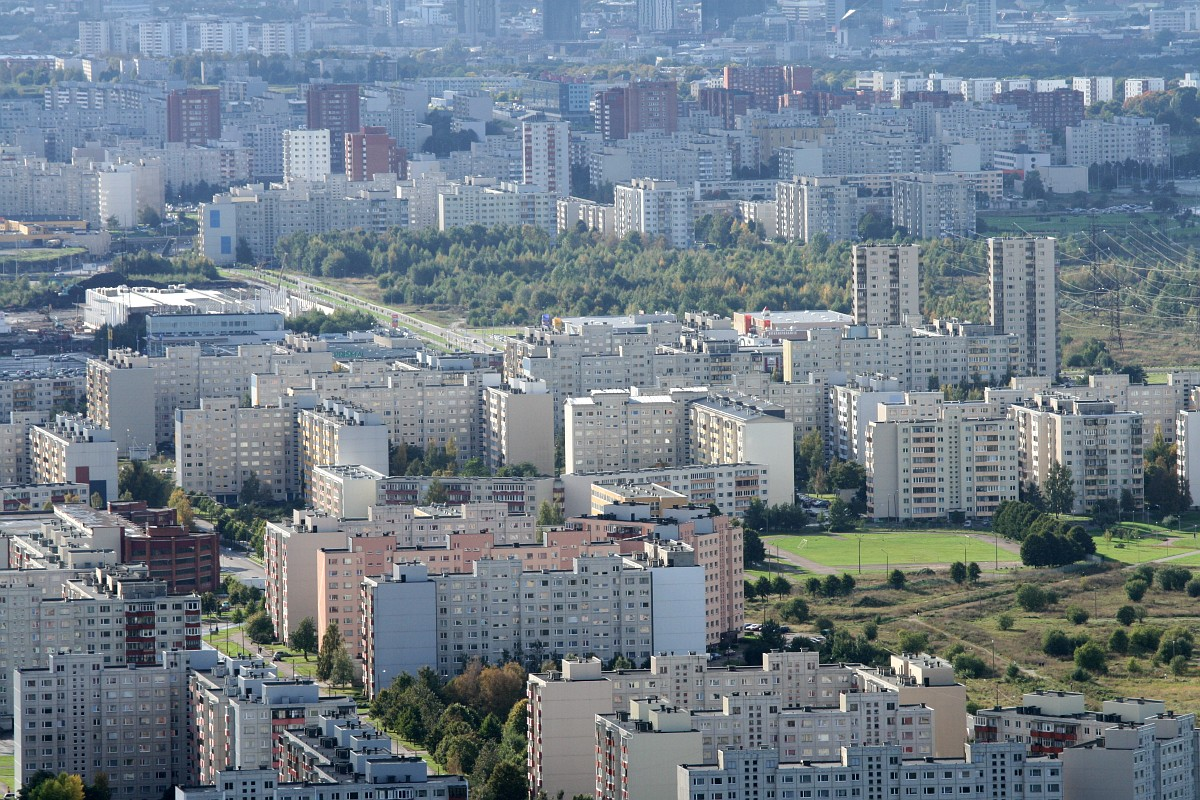
Lasnamäe

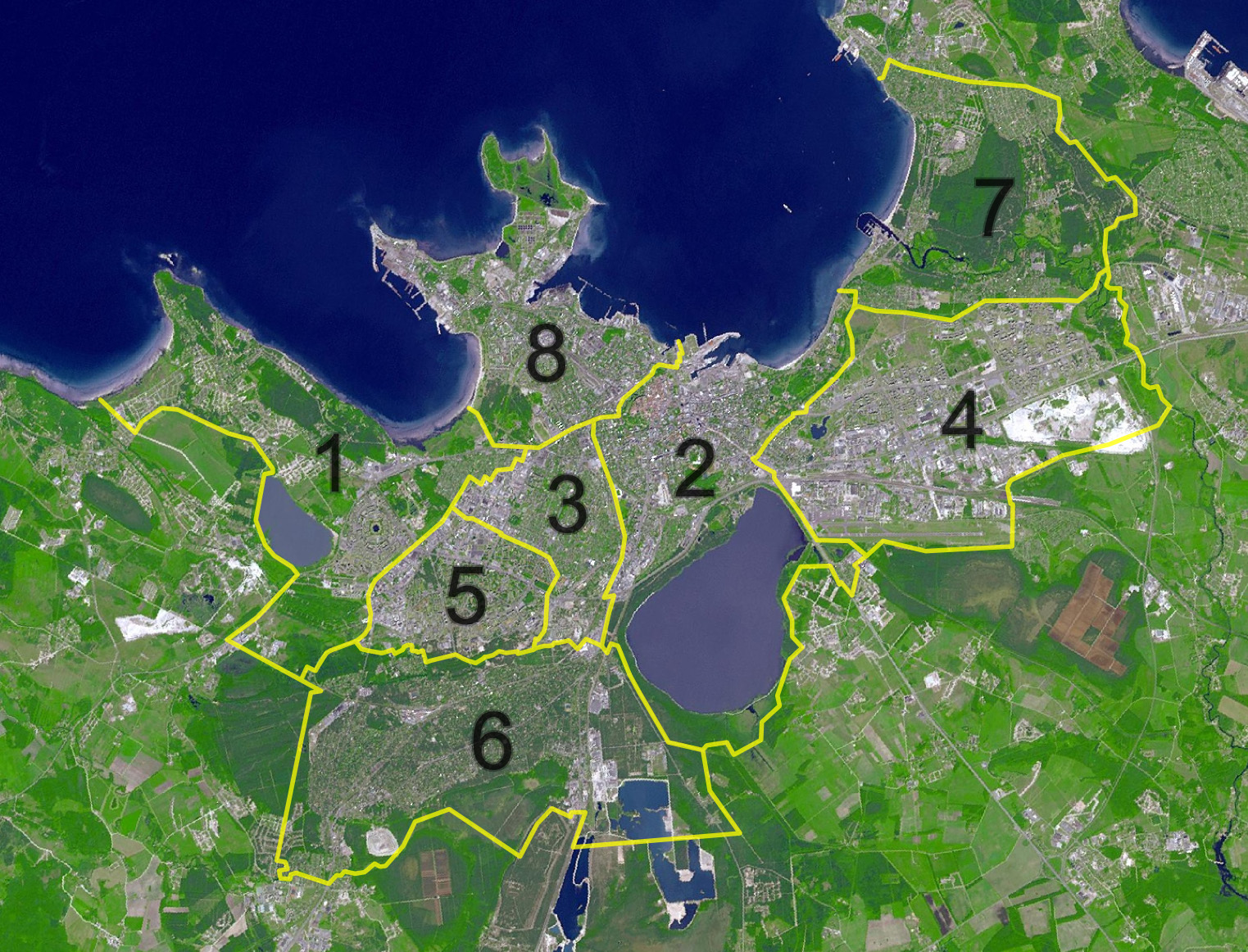
Distritos de Tallin. Lasnamäe es el número 4.

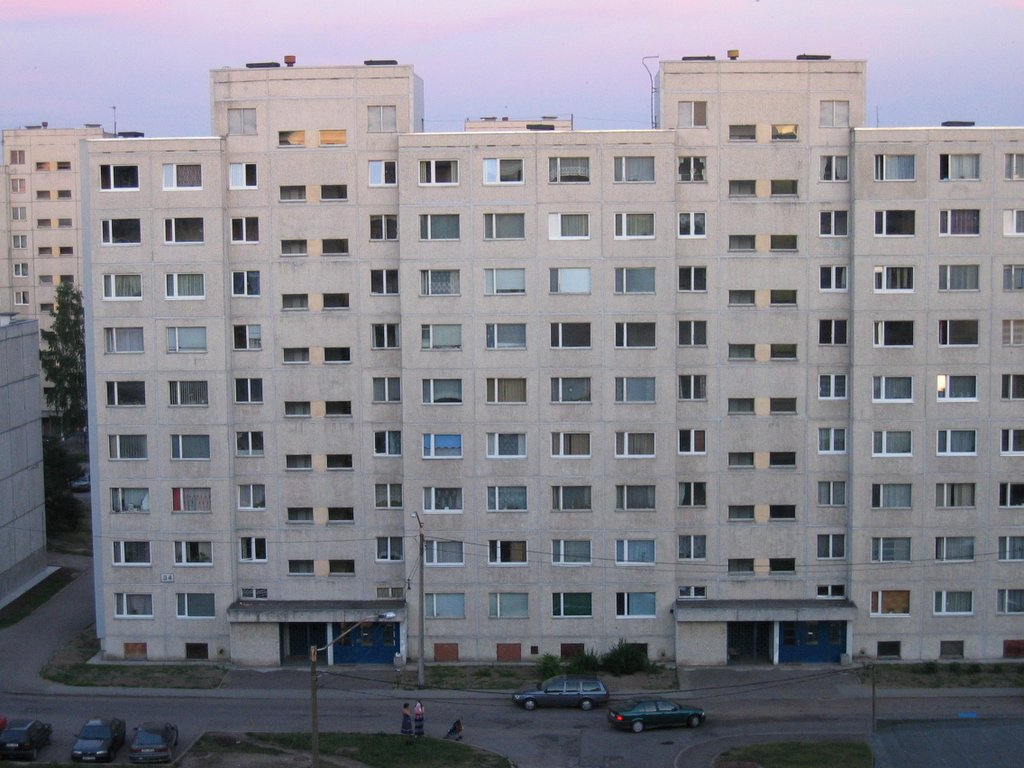
Bloques de paneles prefabricados de hormigón (paneelmaja) en Lasnamäe.

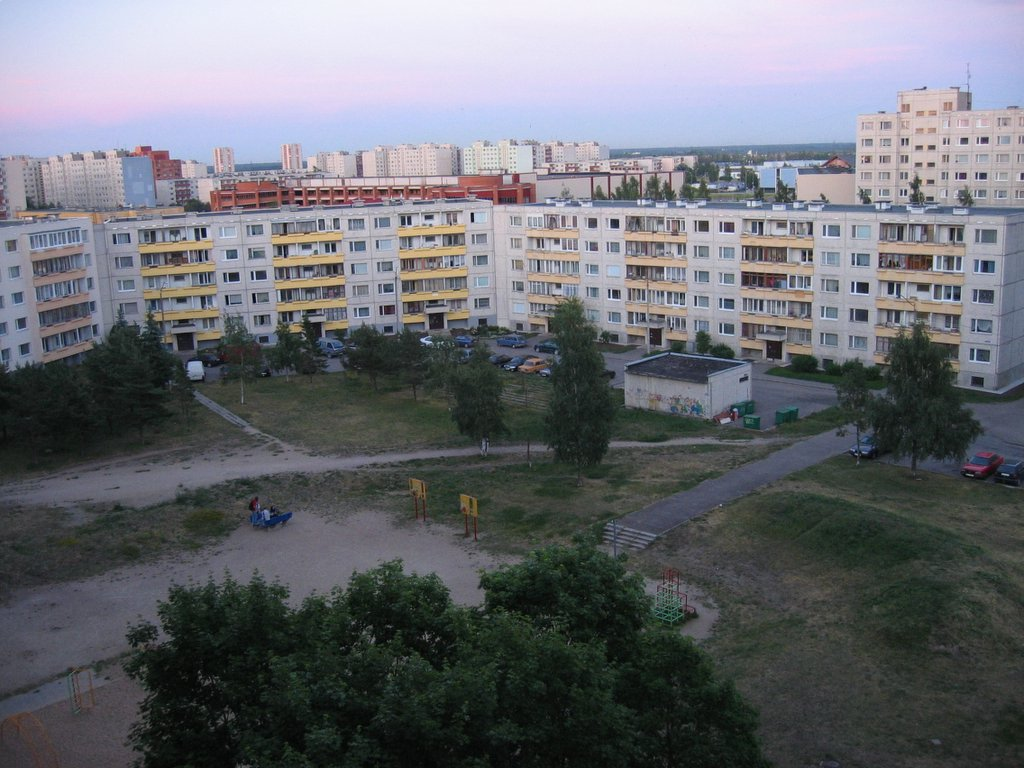
Lasnamäe en 2006.

Lasnamäe (en ruso Ласнамяэ) es un distrito de Tallin (Estonia) situado al noroeste de la ciudad, a unos 5 km del centro.
Lasnamäe se encuentra sobre una meseta de piedra caliza, frente al Mar Báltico. El temprano poblamiento de la zona ha podido ser demostrado por la edad de los objetos de cerámica encordalada hallados allí.
Entre 1976 y 1991 se construyó en Lasnamäe un enorme barrio de bloques de pisos prefabricados de estilo soviético. La altura de las aproximadamente 650 casas varía entre las 5 y las 16 plantas. Lasnamäe se concibió como un poblado modelo para 200.000 personas, con todas las facilidades de aquel tiempo. Sin embargo, algunas infraestructuras y dotaciones no pasaron de la fase de planificación. La carretera entre San Petersburgo y Tallin divide a Lasnamäe en dos mitades.
Lasnamäe es hoy, con una superficie de 30 km², el mayor y más poblado distrito de Tallin. En él viven 112.001 habitantes (dato del 1 de enero de 2008), algo menos de la undécima parte de la población de Estonia. La densidad de población es de 2.678 habitantes por km². La mayoría de la población (60-70%) es de habla rusa. El distrito de Lasnamäe se divide a su vez en 16 subdistritos (asum en estonio): Katleri, Kurepõllu, Kuristiku, Laagna, Loopealse, Mustakivi, Pae, Paevälja, Priisle, Seli, Sikupilli, Sõjamäe, Tondiraba, Ülemiste, Uuslinn y Väo.

## Evolución demográfica
| Año  | Población a 1 de enero |
| ---- | ---------------------- |
| 2003 | 109 516                |
| 2004 | 112 368                |
| 2005 | 114 440                |
| 2006 | 114 142                |
| 2007 | 112 306                |
| 2008 | 112 001                |
| 2009 | 113 332                |

## Deportes
El equipo de fútbol FC Ajax Lasnamäe juega en la Esiliiga, la segunda división de la liga de fútbol de Estonia. Su estadio es el FC Ajaxi Staadion, con una capacidad de 1.500 espectadores.